# Droga krajowa A006 (Argentyna)

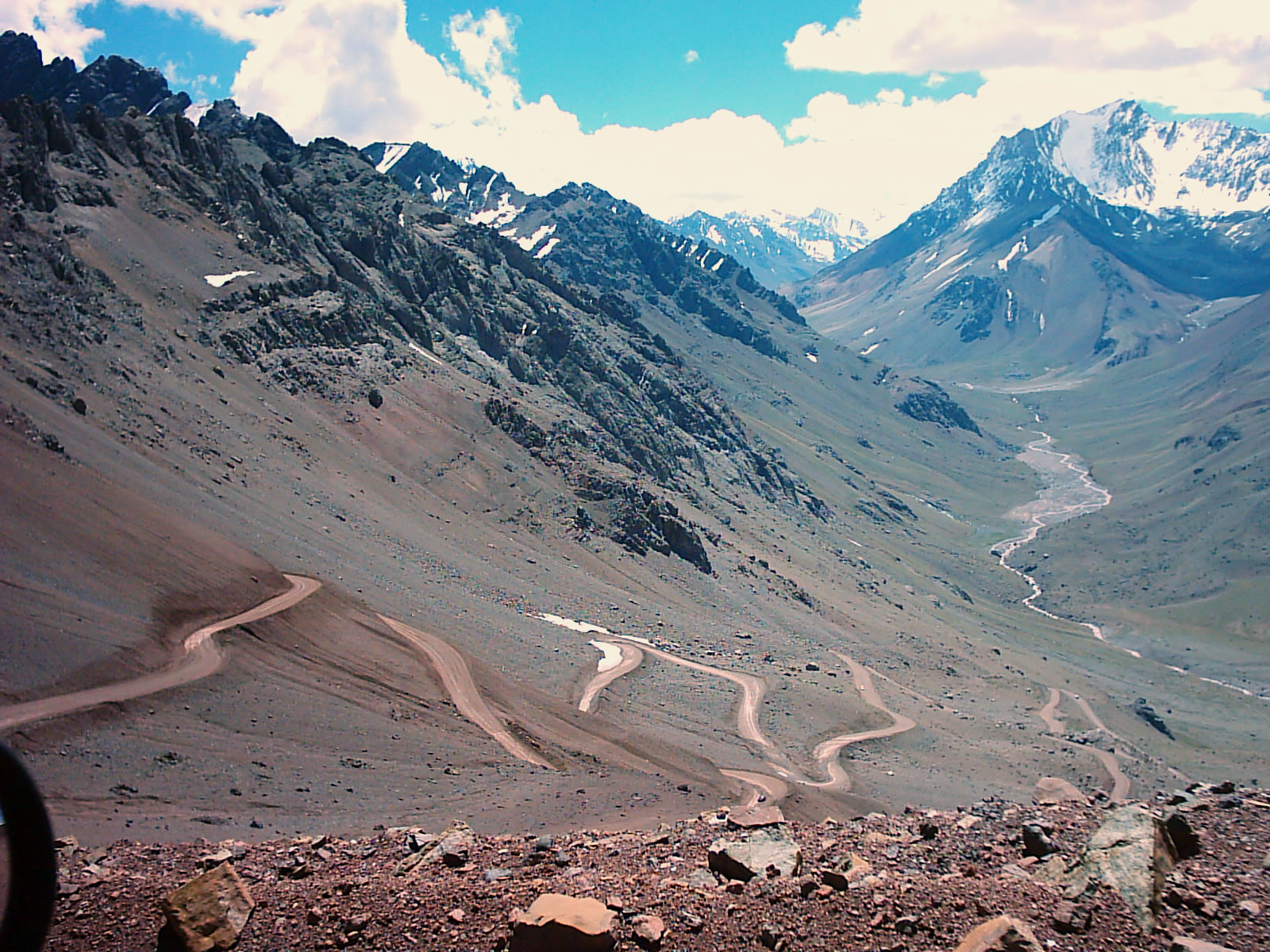
Droga krajowa A006.

Droga krajowa A006 (hiszp. Ruta Nacional A006) - zniszczona droga w Andach, w Argentynie o długości 8,5 km, która obecnie łączy miejscowość Las Cuevas położoną na północnym zachodzie prowincji Mendoza z figurą Chrystusa Zbawiciela z Andów znajdująca się na granicy Argentyny i Chile. Poruszanie się po drodze jest możliwe tylko w lato.
Droga składająca się z wielu serpentyn znajduje się na wysokości od 3151 m n.p.m. do 3832 m n.p.m.
Uprzednio droga funkcjonowało jako połączenie pomiędzy Argentyną i Chile, zanim został zbudowany tunel Chrystusa Zbawiciela.
W miejscowości Las Cuevas droga przebiega poniżej charakterystycznego budynku zwanego Arco de Las Cuevas, który obecnie pełni funkcję hotelu i restauracji.